# Rollo-Denkmal

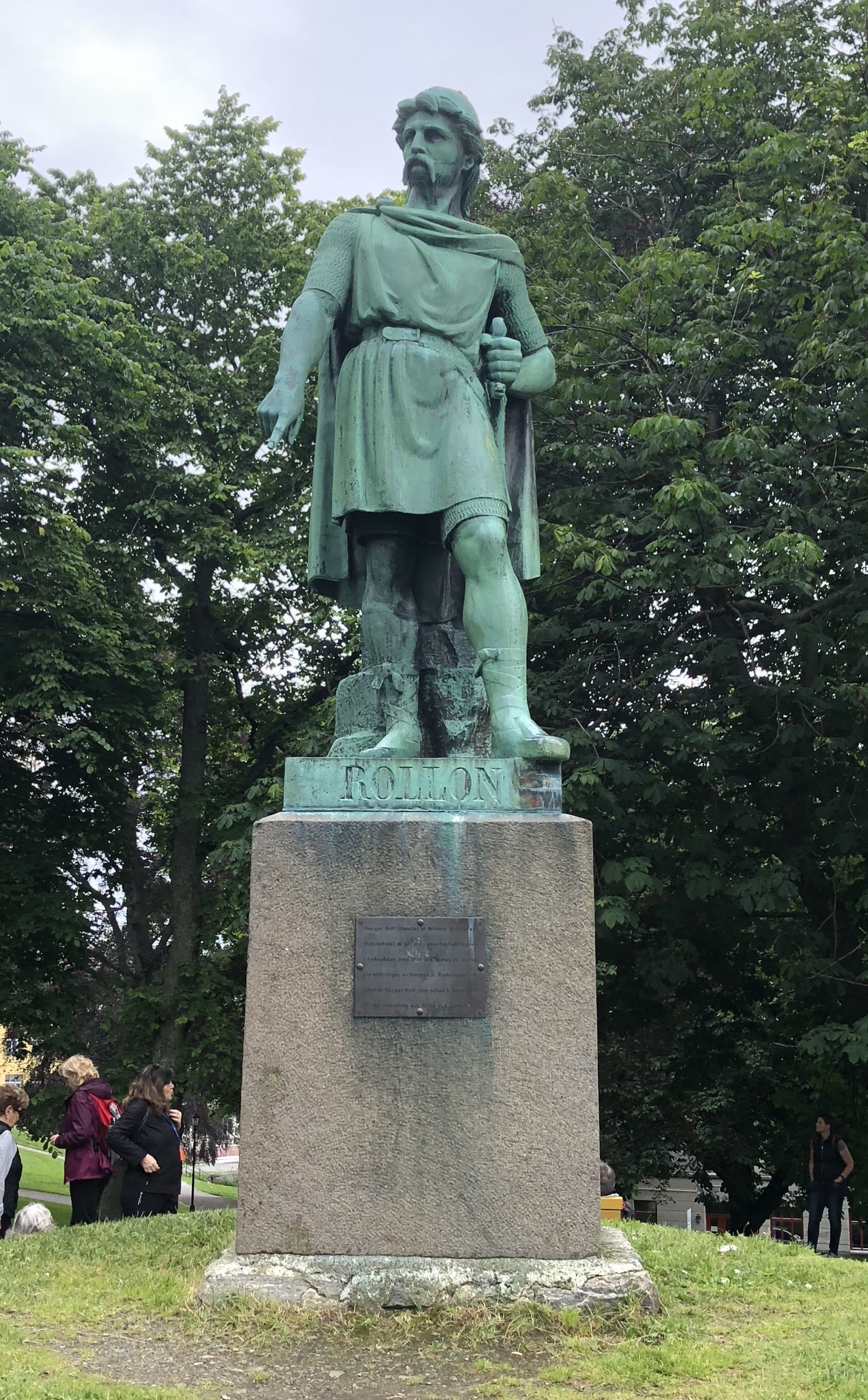
Rollo-Denkmal, 2019

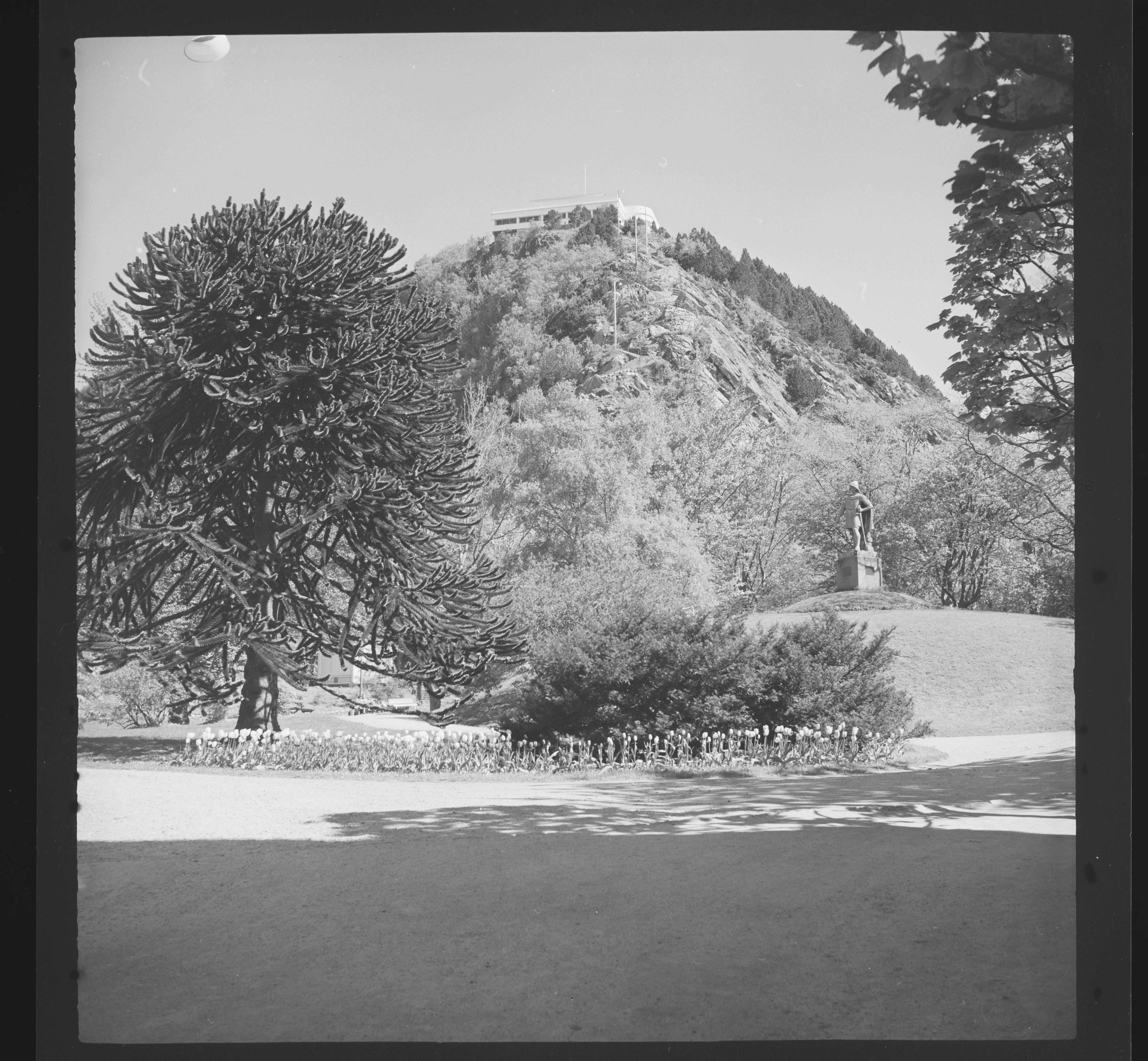
Rollo-Denkmal im Stadtpark von Ålesund, vor 1959

Das Rollo-Denkmal ist ein Denkmal für den Wikinger Rollo in der norwegischen Stadt Ålesund.
Es befindet sich auf einem Hügel zentral im Stadtpark Ålesund.
Rollo gilt als Begründer der Normandie. Vor diesem Hintergrund schuf der Bildhauer Arsène Letellier 1863 eine Granit-Skulptur Rollos, die in einem Park in Rouen in der Normandie aufgestellt wurde. Anlässlich der 1000-Jahr-Feier der Normandie im Jahr 1911 entstand die Idee einen Bronzeabguss der Figur in die Geburtsregion Rollos nach Ålesund zu schicken. Die 2,65 Meter hohe Bronze-Statue wurde im Stadtpark Ålesunds aufgestellt. Von der Granit-Skulptur wurde ein weiterer Abguss angefertigt, der sich in Fargo in North Dakota in den USA befindet.